# Xian autonome de diverses nationalités de Longsheng
Le xian autonome de diverses nationalités de Longsheng (龙胜各族自治县 ; pinyin : Lóngshèng gèzú Zìzhìxiàn) est une subdivision administrative de la région autonome du Guangxi en Chine. Il est placé sous la juridiction de la ville-préfecture de Guilin, à environ deux heures de route.

## Démographie
La population du district était de 168 895 habitants en 2010.

## Tourisme: la Colonne Vertébrale du Dragon (Longji)
Depuis 1990, le tourisme se développe autour des zones protégées du Paysage panoramique de terrasses de Longji, principalement les villages de Ping'an Zhuang, Jin Zhu Zhuang, Huang Luo Yao, Red Yao Gold Hollow, Fu Rong Miao, Jinkeng-Dazhai Red Yao.

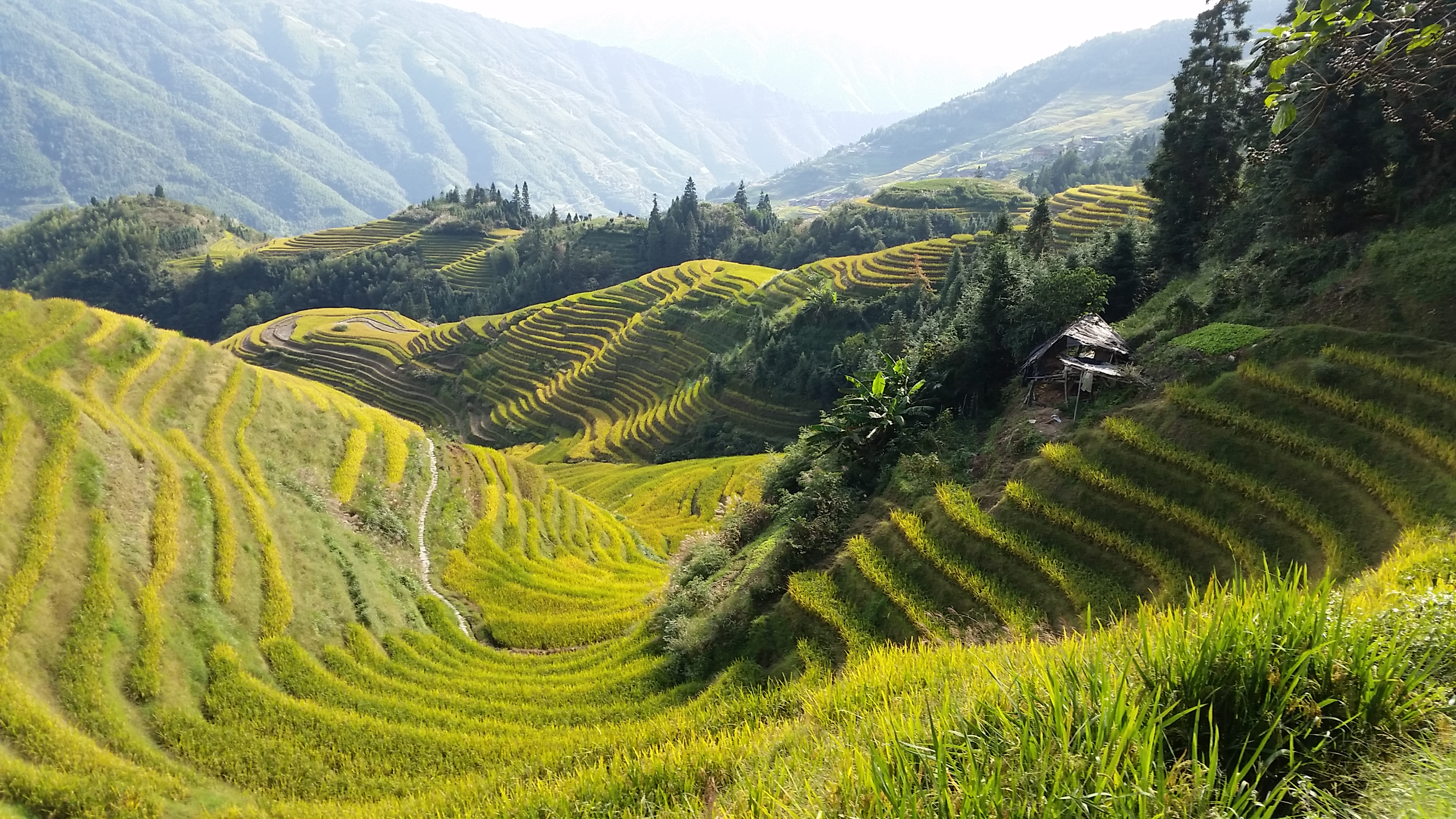
Rizières en terrasse de Ping'an

Les rizières en terrasses, entre 280 m et 1 180 m d'altitude offrent en toute saison de magnifiques paysages, à escalader. L'ensemble est étendue sur une zone de 70 km2. Le gouvernement tente de préserver les coutumes anciennes, et limite l'usage de véhicule à moteur. Cette région annonce posséder des hébergements pour environ 6000 touristes.
Longsheng dispose également de sources chaudes (60 °C), sur la rivière Ai Ling à 33 km au nord de la bourgade.